# 高樹生
高树生（472年—526年），《北齐书》记作高树，是北齐奠基者高欢的父亲，北齐开国皇帝高洋的祖父，鮮卑化漢人，渤海蓚（今河北景縣）人。魏孝文帝为都将，讨伐柔然。魏孝明帝时为大都督。

## 生平
高树生生性通率，不事家业。居住在白道南。《北齐书》记载高树生家有赤光紫气之异，邻人非常奇怪，劝高树生徙居以避之。高树生回答：“怎么知道这不是一件吉兆？”居之自若。
高树生的儿子高欢出生后妻子韓期姬去世，高树生将高欢交于自己的女婿即高欢姊夫镇狱队尉景抚养。后娶继室赵氏，又生高琛。其孫高洋建立北齐后，追尊高树生为文穆皇帝。

## 家庭

### 祖父母
- 高湖，后燕散骑常侍、征虏将军、燕郡太守，北魏凉州镇将、河东侯[1]
- 辽东慕容氏，后燕司徒公、乐良王慕容度之女[1]

### 父母
- 高谧，北魏使持节、侍中、骠骑大将军、太尉公、都督青徐齐济兖五州诸军事、青州刺史、武贞公[1]
- 河南叔孙氏，给事中叔孙崇之女，封陈留郡君[1]

### 兄弟
- 高翻，北魏侍御中散

### 夫人
- 韩期姬[1]
- 太安赵氏，东魏南营州刺史、信都县伯赵猛姐姐[5]

### 子女
- 高娄斤，嫁东魏骠骑大将军、开府仪同三司、大司马、长乐武恭王尉景，封常山郡君
- 高欢，北魏使持节、侍中、大丞相、都督中外诸军事、勃海献武王，追尊齐神武帝
- 高琛，北魏骠骑大将军、开府仪同三司、左光禄大夫、赵郡贞平王
- 高惠宝，陈留文恭王
- 乐陵公主，嫁北齐太宰、章武景烈王厍狄干[6][7]